# Carry on Oi!!
Carry on Oi!! ist der dritte Teil von Garry Bushells Sampler-Reihe zur Oi!-Musik. Er erschien im August 1981. Die Reihe begann 1980 mit Oi! The Album.

## Entstehungsgeschichte
Nach dem Desaster des Vorgängeralbums Strength Thru Oi! (das Album wurde kurz vor dem Erreichen der Top 50 der britischen Charts vom Markt genommen) trennten sich die Wege von Garry Bushell und Decca Records. Nach den Vorfällen von Southall, bei denen Skinheads sich nach einem Oi!-Konzert mit asiatischen Jugendlichen anlegten und dies zu Ausschreitungen führte, schlug der Skinhead-Szene eine Welle der Verachtung entgegen. Die Presse verpasste der Oi!-Szene einen rechtsextremistischen Hintergrund, während die British National Front versuchte, die Skinheads für sich zu vereinnahmen. Bushell, vom schlechten Image der Skinheads in den britischen Medien angewidert, versuchte mit diesem Album die Wogen wieder zu glätten. Er verstand Oi! unter dem Motto „having a laugh and having a say“. Er richtete das Album nach den ziemlich London-lastigen Vorgängeralben diesmal auf das gesamte Vereinigtes Königreich aus und versuchte so, einen Überblick über die gesamte, damalige Szene zu geben.
Der Titel der Kompilation lehnte sich an die bekannte Carry-On-Filmreihe an, die aus etwa 30 britischen Filmkomödien bestand. Bushell war dies unter zwei Gesichtspunkten wichtig: Zum einen konnte er so über das martialische Image der beiden Vorgängeralben hinweggehen, zum zweiten verstand er den Titel als Wunsch, das die Oi!-Bewegung weitergehen sollte. Die Kompilation umfasste außerdem Liner Notes von Garry Bushell sowie einige Gedichte von Straßenpoeten wie Garry Johnson und Raymy Boyle, die ideologisch der Oi!-Bewegung nahestanden.

## Cover
Nach den Foto-Covern der ersten beiden Alben (beim ersten Micky Geggus von den Cockney Rejects, beim zweiten den rechtsextremen Schläger Nicola Vincenzio „Nicky“ Crane), sollte auch das Cover von Carry on Oi!! zu einer Milderung beitragen. Das Comic-Cover zeigt eine nackte Frau, deren Ehemann überraschend nach Hause kommt. Man sieht einen Punk, der sich gerade im Schrank zu verstecken versucht. Eine weitere Person in Jeans versteckt sich unter der Bettdecke, eine dritte springt gerade durch das geschlossene Fenster, und eine vierte Person versteckt sich unter dem Bett. Von letzteren beiden sind nur die Dr.-Martens-Schuhe erkennbar. An die Wand angelehnt ist eine elektrische Gitarre, und eine Jeans mit Hosenträgern liegt auf dem Bett. Über dem Bett hängt ein Schild mit der Aufschrift „Love Thy Neighbour“ (dt. „Liebe deinen Nachbarn“), ein Spruch aus dem 3. Buch Mose („Du sollst deinen Nächsten lieben wie dich selbst.“ (Lev 19,18 )).
Das Album ist „dem Geist von Sid James und Che Guevara“ gewidmet. Sid James war ein englischer Schauspieler, der sich als Hauptdarsteller an der Carry On…-Reihe beteiligte. Che Guevara wurde erwähnt, da er „dauerhafte Rebellion“ (permanent rebellion) symbolisieren würde, während Sid James für „ewige Begierde“ (perpetual lust) stehen würde. In den Liner Notes zur Wiederveröffentlichung distanziert sich Bushell allerdings von den politischen Ansichten von Che Guevara.
Das Backcover zeigt eine Karte von England und die verschiedenen Bands, die mit Pfeilen ihren Heimatorten zugeordnet werden.

## Erfolg
Das Album war sehr erfolgreich, von der Erstpressung verkauften sich 35.000 Stück. Auch die Reviews, insbesondere im Melody Maker waren fast durchweg positiv. Das Album verfehlte die britischen Top 40, konnte sich aber in den Top 75 platzieren. Im Zuge der Veröffentlichung wurden auch Bands wie The Exploited (auf dem ersten Teil der Kompilation) und The Business erfolgreicher, erstere konnten sich sogar in den britischen Top 40 platzieren.

## Titelliste
1. Garry Johnson: United – 0:49
2. JJ All Stars: Dambusters March – 2:13
3. The Business: Suburban Rebels – 2:18
4. Infa-Riot: Each Dawn I Die – 2:21
5. The Partisans: Arms Race – 2:08
6. The Ejected: East End Kids – 1:35
7. Peter and the Test Tube Babies: Transvestite – 3:19
8. Blitz: Nation on Fire – 3:08
9. The Last Resort: King of the Jungle – 4:04
10. The Gonads: Tuckers Ruckers Ain’t no Suckers – 1:51
11. The 4-Skins: Evil – 1:38
12. The Business: Product – 2:33
13. Red Alert: SPG – 2:22
14. Oi! The Comrade: Guvners Man – 0:43
15. Peter and the Test Tube Babies: Maniac – 2:40
16. The Ejected: What Am I Gonna Do – 1:48
17. The Partisans: No U Turns – 1:50
18. Blitz: Youth – 1:56
19. Oi! The Comrade: Walk On – 1:46

Die Neuveröffentlichung von Captain Oi! Records aus dem Jahre 1999 enthält zusätzlich das Lied We’ve Got the Power von Red Alert. Der Neuveröffentlichung wurde eine Postkarte mit dem Albumcover beigefügt.

## Song- und Interpreteninfos
Mit den JJ All Stars war zum ersten Mal eine Ska-Band auf der Kompilation vertreten.
Suburban Rebels von The Business ist Brian Higgins, einem militanten Gewerkschaftsmitglied der UCATT (Union of Construction, Allied Trades and Technicians) gewidmet. Das Lied stammt aus der Feder von Garry Johnson.
The Gonads war Garry Bushells eigene Band, die er für das Album zusammenstellte und die er bereits 1980 im Sounds augenzwinkernd abfeierte. Auf dem Album intonieren sie mit Tuckers Ruckers Ain’t no Suckers eine humoristische Ansage an ihre Kollegen von The 4-Skins: We taught the 4 Skins all they know und eröffneten die B-Seite der Schallplattenversion. Hinter dem Line-up verbargen sich die Bandmitglieder von The Business.
Die beiden Lieder von Peter and the Test Tube Babies wurden exklusiv für die Kompilation eingespielt und befinden sich als Studioversion ausschließlich auf dem Sampler.
Blitz waren von ihren beiden Beiträgen Nation on Fire und Youth nicht begeistert:

„„Ich war nicht zufrieden mit den Aufnahmen. Von den zwei Gitarrenbreaks hat Martin Hooker (Produzent der beiden Lieder – Anm.) den schlechteren genommen, den, der aus dem Rhythmus war. Wir machten fünf Gitarren-Overdubs und auch Backing Vocals. Ich glaube nicht an den Müll, daß eine Band ins Studio gehen sollte, den Song einmal spielt und dann sagt: ‚Das ist Punk‘. Die Single kostet trotzdem 1.10 £.““

Mit Walk On von Oi! The Comrade schließt eine besoffene Version von You’ll Never Walk Alone die Kompilation ab.